# Tiny Bradshaw
Myron Bradshaw, detto Tiny (Youngstown, 23 settembre 1905 – Cincinnati, 26 novembre 1958), è stato un direttore d'orchestra statunitense di genere jazz.
Bradshaw fu anche cantante, compositore, pianista e batterista e fu attivo anche nel campo del rhythm & blues.

## Gli inizi
Benché si fosse laureato in psicologia alla Wilberforce University, Bradshaw decise di intraprendere la carriera di musicista. In Ohio cantò per il gruppo di Horace Henderson, i  Collegians, che avevano un pubblico prevalentemente universitario. Nel 1932, Bradshaw traslocò a New York, dove iniziò a lavorare come batterista per Marion Hardy, i Savoy Bearcats, e la Mills Blue Rhythm Band, e come cantante per Luis Russell.

## Carriera da leader
Nel 1934, Bradshaw formò la propria orchestra di Swing, una formazione che ebbe una lunga vita e che registrò otto brani in quell'anno. Non sarebbe più tornata in studio fino al 1944, quando praticava uno stile già abbastanza vicino al rhythm & blues. L'orchestra ebbe poi numerose occasioni di registrazione per il mercato del rhythm and blues, in particolar modo tra il 1950 e il 1954.
Il maggior successo di Bradshaw fu Train Kept A-Rollin' (1951), un brano che passò dal repertorio rhythm and blues a quello rock, ad esempio nelle interpretazioni degli Yardbirds, del 1965 e degli Aerosmith del 1974.
Gli ultimi anni dell'attività di Bradshaw furono costellati di gravi problemi di salute, a partire dai due infarti che lo lasciarono parzialmente paralizzato. Nel 1958, con l'album "Bushes", fece un tentativo, mal riuscito, di raggiungere il mercato dei più giovani. Provato dagli infarti e da decenni di pratica professionale Bradshaw morì quello stesso anno, all'età di 53 anni, nella sua città di adozione, Cincinnati.

## La musica
Bradshaw è ricordato soprattutto per i suoi successi di rhythm and blues tra cui Well Oh Well, Breaking Up the House, e Soft. Fu anche uno scopritore di talenti: la sua orchestra diede lavoro, tra gli altri a Shad Collins, Gil Fuller, Gigi Gryce, Russell Procope, Red Prysock, Sonny Stitt, e Shadow Wilson, e, durante un tour, cercò di reclutare il diciassettenne Miles Davis (che non poté accettare a causa dell'opposizione della madre).